# Gorbaticha
Gorbaticha (ros. Горбатиха) – wieś w Rosji, w rejonie charowskim obwodu wołogodzkiego. W 2021 r. była niezamieszkana.